# حوت بطيخي الرأس
الحوت البطيخي الرأس (بالإنجليزية: Melon-headed Whale)‏ هو دلفين محيطي، يستوطن المناطق العميقة من البحار الاستوائية، وهو قريب من الحوت القاتل القزم والحوت الربان. يعرف هذا الحوت أيضاً بالسمكة السوداء الكثيرة الأسنان ودلفين إلكترا.

## التصنيف
يصعب الحصول على الكثير من المعلومات حول الحوت البطيخي الرأس نظراً لتفضيله للعيش في المناطق العميقة من البحار. صنف حتى عام 1966 تحت جنس الحيتان القنينية الخطم، ثم أعيد تصنيفه تحت جنسه الخاص، جنس Peponocephala.

## المواصفات
يتميز هذا الحوت برأسه القمعي المدور وشكله الشبيه بالطوربيدة، مما منحه هذا الاسم. يصل طول الذكور البالغة إلى ما 2.7 م، بينما يبلغ طول الإناث 2.6 م تقريباً، ويصل وزنه إلى 225 كجم. عند النظر أسفل أو أعلى الحوت، يمكن ملاحظة الشكل المثلثي المميز الذي يكونه خطمه مع عيناه، وله أيضاً زعنفة ظهرية مدببة في منتصف ظهره تقريباً. يوجد ما بين 20 إلى 25 سن حاد ومدبب في الفك العلوي، بينما يبلغ عدده في الفك السفلي ما بين 22 إلى 24. أما لونه، فيتراوح بين الأسود والرمادي، مع وجود اللون الأبيض أو الرمادي الفاتح في المنطقة البطنية كالحوت القاتل القزم وشفاه بيضاء اللون، ويتميز عن الأنواع القريبة منه بلون وجهه الأسود، والذي يسمى أحياناً بالقناع.

## السلوكيات
للحوت البطيخي الرأس القدرة على السباحة بسرعة فائقة، خاصة إن أحس بقدوم الخطر، وقد يقفز بالقرب من سطح الماء قفزات صغيرة. يتجول الحوت البطيخي الرأس في جماعات يتراوح عدد أفرادها ما بين 100 إلى 1000 فرد، رغم أن بعض الجماعات قد تحوي أعداداً أكبر في بعض الأحيان. تشير بعض التقارير إلى أن هذه الحيتان قد تصاحب حيتان أخرى، مثل دلفين فرايسر، الدلفين المدوم، والحوت المبقع في المحيط الأطلسي، الهادي، والهندي. يتغذى الحوت البطيخي الرأس بشكل أساسي على الحبار والأسماك.

## مناطق الانتشار
ينتشر في المياه الاستوائية والشبه استوائية من العالم، خاصة في بحر الفلبين، حيث يفضل المياه الدافئة، لكن، شوهدت هذه الحيتان أحياناً في الأطراف القصوى من هذا المدى، وفي بعض المناطق الغير متوقعة، كبحار إيرلندا.